# Alexis Pinturault
Alexis Pinturault, né le 20 mars 1991 à Moûtiers (Savoie), est un skieur alpin français polyvalent, troisième athlète de son pays à remporter le classement général de la Coupe du monde, à l'issue de la saison 2020-2021 (vingt-quatre ans après Luc Alphand), recordman français au nombre de victoires et de podiums, et double champion du monde du combiné alpin.  
Champion du monde du combiné à Åre en 2019, 37 ans après l'ancien président de la Fédération française de ski, Michel Vion, il est par ailleurs le seul skieur français de l'histoire à avoir remporté le petit globe de cristal du combiné alpin (en 2016, 2017, 2019 et 2020). En comptant ses victoires aux classements du combiné en 2013 et 2014, qui ne délivrait alors pas de globe, il y totalise six victoires en tout, ce qui constitue un record. Il est le skieur français comptant le plus grand nombre de victoires en Coupe du monde (34) et de podiums (77) étant aussi le quatrième skieur alpin de son pays à totaliser trois médailles olympiques, après Henri Oreiller, Jean-Claude Killy et Franck Piccard. Sa polyvalence fait de lui l'un des skieurs les plus complets du circuit de la Coupe du monde. Durant sa carrière, il s'aligne en super G, en slalom géant, en slalom, en parallèle et en combiné.  
Également de nationalité norvégienne par sa mère, il est licencié au club des sports de Courchevel. Il remporte le titre de champion du monde junior de slalom géant en 2009 et en 2011, et plusieurs titres lors des championnats de France. Il prend  part à la Coupe d'Europe (antichambre de la Coupe du monde), dont il gagne l'édition 2010-2011. En 2011, il intègre également l'équipe de France Douane. 
Il débute en Coupe du monde lors de la saison 2008-2009 et signe ses premières victoires en City Event à Moscou, en slalom à Val d'Isère, en combiné à Wengen et en slalom géant à Garmisch-Partenkirchen lors de l'hiver 2012-2013. En 2014, il remporte la médaille de bronze du slalom géant aux Jeux olympiques, puis devient le premier Français depuis Luc Alphand en 1997 à atteindre le podium du classement général de la Coupe du monde. L'année suivante, il remporte le bronze au slalom géant des championnats du monde. Il est champion du monde par équipes en 2017.  En remportant sa dix-neuvième victoire en Coupe du monde, le 7 janvier 2017, à l'arrivée du slalom géant d'Adelboden, Alexis Pinturault devient le Français comptant le plus de victoires en coupe du monde, dépassant le total de Jean-Claude Killy. 
En 2018, il remporte la médaille d'argent du combiné des Jeux olympiques de Pyeongchang, puis la médaille de bronze en slalom géant. Le 11 février 2019, à Åre, il devient le sixième champion du monde français de combiné alpin. Il remporte ensuite dans ces Mondiaux la médaille de bronze du slalom géant, gagné par Henrik Kristoffersen, sa deuxième après être monté sur la 3e marche du podium en 2015 à Beaver Creek. Il s'impose dans le combiné de Bansko, le 22 février 2019,  et remporte son 5e classement de la discipline et son troisième petit globe. Enfin, il remporte le slalom géant des finales de Soldeu, le 16 mars, pour un record personnel (il termine pour la première fois deuxième du classement général de la Coupe du monde) et national, puisqu'il s'agit de la 23e victoire de sa carrière, une de mieux que Carole Merle.
Après la retraite de Marcel Hirscher, Alexis Pinturault fait partie des principaux prétendants à la victoire au classement général de la Coupe du monde, au cours de la saison 2019-2020. À l'occasion de sa 28e victoire, le 1er mars 2020, où il s'impose dans le combiné alpin d'Hinterstoder, il remporte son quatrième petit globe de cristal de la discipline. La fin de saison tronquée en raison de la pandémie de Covid-19 ne lui permet pas de défendre ses chances face à Aleksander Aamodt Kilde, qui gagne le gros globe en le devançant de 54 points. 
En remportant le parallèle de Zürs, le 27 novembre 2020, il obtient sa trentième victoire et devient le premier skieur alpin vainqueur dans six disciplines différentes. Il lutte pour le gros globe de cristal tout au long de l'hiver 2020-2021, et en sort doublement vainqueur, s'adjugeant le classement général après Jean-Claude Killy en 1967 et 1968, et Luc Alphand en 1997, ainsi que le petit globe du slalom géant, 19 ans après Frédéric Covili. Le dénouement a lieu le 20 mars, jour où il fête ses 30 ans, lorsqu'il s'impose dans le dernier slalom géant de la saison à Lenzerheide, sa 18e victoire dans la discipline. Il traverse la saison 2021-2022 sans victoire et ne connait pas la réussite aux Jeux de Pékin 2022. Toujours sans victoire au cours de l'hiver 2022-2023 en Coupe du monde, Alexis Pinturault parvient à remporter à domicile, un deuxième titre de champion du monde du combiné alpin, le 7 février 2023 à Courchevel, avant de prendre la médaille de bronze du Super-G : les deux seuls podiums de la France dans les Mondiaux 2023.
Alors qu'il a réorienté sa carrière vers les épreuves de vitesse, obtenant son premier « top 10 » en descente à Wengen le 11 janvier 2024, il chute à la réception d'un saut en Super-G le lendemain. Souffrant d'une blessure au genou gauche, il doit alors mettre un terme à sa saison. Il reprend la compétition la saison suivante, mais il se blesse à nouveau, cette fois genou droit en chutant lors du Super-G de Kitzbühel tout juste un an plus tard. 

## Parcours sportif

### Débuts et espoir du ski alpin français
Alexis Pinturault est né le 20 mars 1991 à Moûtiers, en Savoie. Son père, Claude Pinturault, est propriétaire de l'hôtel Annapurna à Courchevel, et sa mère, Hege, de nationalité norvégienne, vit à Menthon-Saint-Bernard. En 2007, il entre à la section ski de haut niveau du Lycée d'été d'Albertville. À 18 ans, pour la saison 2009, il devient l'un des skieurs français les plus prometteurs en remportant le titre de champion du monde junior de slalom géant à Garmisch-Partenkirchen, devant les Autrichiens Björn Sieber et Marcel Hirscher. Il devient ensuite champion de France senior du super combiné, profitant des absences de Jean-Baptiste Grange et de Julien Lizeroux, puis champion de France senior du géant en 2010 devant Cyprien Richard.
Après plusieurs participations à des slaloms et slaloms géants en coupe du monde à partir de mars 2009 où il ne rentre jamais dans les points, il inscrit ses premiers points à l'occasion de sa première participation à un super G en prenant la sixième place à Hinterstoder malgré un dossard très élevé (le 62). À quelques jours des championnats du monde de Garmisch-Partenkirchen, cette performance lui permet de postuler à la sélection pour ces mondiaux à tout juste dix-neuf ans. Il est finalement sélectionné à la suite du forfait de Julien Lizeroux.
Lors de ces Championnats du monde 2011 de Garmisch-Partenkirchen, il termine 17e du slalom remporté par Jean-Baptiste Grange après une cinquième place obtenue lors de la deuxième manche. Deux semaines plus tard, il obtient son premier podium en coupe du monde en prenant la deuxième place du slalom géant de Kranjska Gora alors qu'il n'a pas encore fêté son vingtième anniversaire. Il remporte lors de cette saison le classement final de la Coupe d'Europe grâce notamment à cinq victoires en slalom géant ou en slalom, ainsi que le titre de champion de France de slalom.

### Saison 2011-2012: première victoire en Coupe du monde
Il commence sa saison 2011-2012 par un excellent résultat en prenant la deuxième place du slalom géant inaugural à Sölden, ce qui lui vaut l'admiration de Ted Ligety, triple vainqueur du globe de la discipline : « C'est un garçon stupéfiant, c'est effrayant de le voir skier. » Jusqu'en février, il termine dans le top dix de presque tous les géants et réalise des performances honorables en slalom et en super combiné. C'est dans cette dernière discipline qu'il obtient le troisième podium de sa carrière en se classant deuxième de l'épreuve sur la Verte des Houches, près de Chamonix. Après des résultats décevants à Sotchi et à Bansko, il remporte la première victoire de sa carrière lors du « City Event » de Moscou, un slalom géant parallèle disputé dans la ville même, sur le parking du stade Loujniki.
Bien qu'il affirme « ne pas avoir de gros objectifs en super combiné », il termine quatrième du classement général de la discipline. Le 10 mars 2012, il décroche une nouvelle deuxième place lors du géant de Kranjska Gora où il est devancé par Ted Ligety,. Le lendemain, il obtient son premier podium en slalom en finissant troisième dans la station slovène grâce à une belle seconde manche.
Trois jours plus tard, il décroche son premier podium en super G lors des finales de la coupe du monde à Schladming, terminant à seulement deux centièmes de seconde de Christof Innerhofer, vainqueur de l'épreuve.

### Saison 2012-2013: vainqueur dans trois disciplines
Durant l'intersaison, Pinturault est victime d'une entorse de la cheville droite avec rupture de deux faisceaux du ligament collatéral latéral, ce qui diffère son retour à la compétition. Il remporte sa seconde victoire en Coupe du monde « à domicile » en slalom sur la Face de Bellevarde à Val-d'Isère, le 8 décembre 2012. Sixième de la première manche, il remporte la deuxième manche et s'impose devant Felix Neureuther et Marcel Hirscher.
Il s'impose le 18 janvier 2013 lors du super combiné de Wengen, remportant ainsi le premier super combiné de sa carrière. Il devance Ivica Kostelić, double tenant du titre, et Carlo Janka.
Il arrive aux championnats du monde 2013, qui se déroulent à Schladming en Autriche, comme chef de file de la délégation française. Sa polyvalence lui permet de s'aligner sur 5 épreuves : le slalom, le géant, le combiné, le Super G et l'épreuve par équipes.
Le 6 février 2013, il prend la 6e place du Super G remporté par l'Américain Ted Ligety devant le Français Gauthier de Tessières. Le jeune Français aborde le super combiné 1 semaine plus tard avec le statut de favori au même titre que le Croate Ivica Kostelić mais rate sa descente en signant le 22e temps trop loin de ses principaux rivaux. Lors de la manche de slalom sur la Planaï il réalise le meilleur chrono avec près d'1 seconde et 20 centièmes d'avance sur le 2e temps mais ne parvient pas à reprendre suffisamment de temps pour accrocher le podium. Il termine à nouveau 6e d'une course encore dominée par Ted Ligety, à seulement 30 centièmes de la médaille d'argent. Tout proche du podium, il l'est aussi en slalom géant, où il prend la cinquième place d'une course remportée par le maître des Mondiaux, Ted Ligety, à 19 centièmes du podium et de Manfred Moelgg. Lors de la dernière journée des mondiaux, Pinturault se classe 6e du slalom, remporté par Marcel Hirscher. Le directeur national du ski Fabien Saguez loue ensuite les performances de Pinturault, qui repart de ses premiers Mondiaux sans médaille, mais en ayant terminé dans les 6 premiers des quatre courses auxquelles il a participé.
Le 24 février, lors du week-end de Coupe du monde de Garmisch-Partenkirchen, Alexis Pinturault remporte sa première victoire en slalom géant, soit la 4e de sa carrière internationale, en signant le deuxième temps de la première manche et le meilleur chrono sur le second tracé pour devancer finalement les deux plus grands protagonistes actuels de la discipline Marcel Hirscher, de 60 centièmes de seconde, et Ted Ligety de 63 centièmes de seconde. Il devient le premier skieur à s'imposer la même saison dans trois disciplines en Coupe du Monde depuis Ivica Kostelić en 2011, et le 4e Français de l'histoire à réussir cette performance dans sa carrière après Jean-Claude Killy (années 1960), Henri Duvillard (années 1970) et Franck Piccard (années 1990). Sur une seule saison, Alexis Pinturault est par ailleurs le premier Français à gagner un slalom et un géant depuis Patrick Russel en 1971, et à s'imposer sur un même exercice dans trois épreuves comme le fit deux fois Jean-Claude Killy en 1967 et en 1968.
Deux semaines plus tard, Pinturault signe son sixième podium de la saison en terminant troisième du géant slovène de Kranjska Gora derrière Ligety et Hirscher sur la Podkoren, une piste qu'il affectionne puisqu'il y signe son quatrième podium en carrière. Le lendemain, Pinturault est premier de la première manche du slalom avec près d'une seconde et demie d'avance sur le deuxième. En seconde manche, il enfourche.

### Saison 2013-2014: sur le podium des Jeux et du classement général
En marge de la reprise de la saison importante à double titre car olympique, Alexis Pinturault déclare que bien que les Jeux olympiques d'hiver de 2014 soient un objectif prioritaire pour la plupart des skieurs, ils ne sont pas pour lui l'objectif de sa saison, le français donnant plus d'importance à la régularité sur toute une saison en vue du classement général. Il annonce se sentir aussi à l'aise en slalom qu'en géant et s'être renforcé afin de progresser en super G et en combiné.
La compétition reprend fin octobre 2013 par le traditionnel slalom géant de Sölden, dans lequel Pinturault s'illustre en prenant la deuxième place derrière Ted Ligety comme il le fit deux ans auparavant.
S'ensuivent des performances contrastées pour le jeune skieur qui bien que toujours performant en géant (5e à Beaver Creek et 4e à Val-d'Isère), ne parvient pas à terminer une course en slalom (Abandon à Levi et à Val-d'Isère). Pinturault renoue avec le podium le 23 décembre 2013 en géant à Alta Badia qu'il termine au 2e rang derrière Marcel Hirscher mais devant Ted Ligety. Deux semaines plus tard, la question concernant une éventuelle crise de confiance du jeune skieur français dans la discipline du slalom se fait plus insistante à l'issue d'une nouvelle sortie de piste lors de l'épreuve de Bormio et d'une modeste 23e place à Adelboden le lendemain de sa 4e place en géant sur la célèbre piste suisse.
Une question à laquelle il répond le week-end suivant dans une autre station suisse à Wengen en terminant 2e du combiné disputé le vendredi 17 janvier derrière Ted Ligety, durant lequel il a largement dominé la manche de slalom. Le dimanche 19 janvier, il confirme ses bonnes dispositions dans ces « courses internationales du Lauberhorn » de Wengen en remportant le slalom grâce à une deuxième manche très rapide qui lui permet de devancer l'Allemand Felix Neureuther et l'Autrichien Marcel Hirscher après avoir pris la septième place en première manche. Alexis Pinturault remporte ainsi la cinquième victoire de sa carrière, sa première cette saison et la première de l'hiver 2013-2014 pour l'équipe de France masculine de ski alpin. Le français quitte Wengen à la 3e place du classement général de la Coupe du monde.
Le week-end suivant, dans la station autrichienne de Kitzbühel où se dispute les célèbres courses du Hannenkahm, Alexis débute le vendredi 24 janvier en prenant la 4e place du slalom remporté par l'allemand Felix Neureuther. Deux jours plus tard, il prend la 17e place du super G à moins de 7/10e de Didier Defago le vainqueur, ce résultat lui permettant de se placer idéalement en vue du slalom du combiné qui se dispute avec les écarts du super G. Lors de la manche de slalom qu'il remporte devançant son rival Ted Ligety de quatre dixièmes, il refait son retard sur les meilleurs et remporte ainsi sa 6e victoire en Coupe du monde de ski alpin.
À la veille des JO de Sotchi (fin janvier 2014), Alexis Pinturault devient ambassadeur de la marque de montres suisses Richard Mille.
Le 14 janvier 2014, aux JO de Sotchi, Il termine 23e de la descente du super-combiné et abandonne lors de l'épreuve de slalom après avoir enfourché une porte. L'épreuve est remportée par le Suisse Sandro Viletta.
Le 19 février, lors de l'épreuve de slalom géant, il remporte la médaille de bronze. Après une première manche dominée par l'Américain Ted Ligety, Alexis Pinturault est 6e à 1s 28'du leader. Réalisant le second temps d'une deuxième manche remportée par son compatriote Steve Missillier, le jeune homme de 22 ans se classe 3e à 16 centièmes de Steve Missillier et 64 centièmes du vainqueur.
Lors des finales de la Coupe du monde 2014 de ski alpin à Lenzerheide, parti avec le vingt-sixième et dernier dossard, Alexis Pinturault remporte à la surprise générale le premier super-G de sa carrière avec 56 centièmes d'avance sur son compatriote Thomas Mermillod-Blondin. Il devient grâce à cette première victoire dans une épreuve de vitesse, vainqueur dans quatre des cinq disciplines du ski alpin. Deux jours plus tard, il signe son 8e podium de la saison en prenant la 2e place du géant des finales devancé de seulement 3 centièmes par Ted Ligety. Il n'aura quitté le top 5 qu'une seule fois au cours de la saison dans cette discipline qu'il termine au 3e rang final pour la deuxième année consécutive. Sa 9e place lors du slalom le lendemain lui permettant de finir 3e du classement général, dépassant les 1000 points pour la première fois de sa carrière.

### Saison 2014-2015: première médaille aux championnats du monde
Durant l'intersaison 2014-2015, Alexis Pinturault décide de changer de fournisseur de skis en quittant Salomon qui le suivait depuis ses débuts pour la marque autrichienne Head.
En marge de la première épreuve de la saison, le français déclare se sentir prêt pour disputer le classement général a son rival autrichien Marcel Hirscher triple tenant du gros globe de cristal. Cet objectif se traduira par une présence sur tous les super G de la saison ainsi que sur certaines descentes techniques . Lors du slalom géant d'ouverture de la saison 2014-2015 disputé comme de tradition a Sölden, Pinturault termine troisième derrière Hirscher et l'Allemand Fritz Dopfer signant son troisième podium sur le glacier autrichien dans sa carrière.
Après un abandon lors du premier slalom de la saison a Levi (Finlande), le français réalise une tournée américaine de qualité avec deux podiums en super G (3e) et en géant (2e derrière Ted Ligety) sur la Birds of Prey de Beaver Creek qui accueillera les mondiaux en février.
De retour en Europe pour la suite de sa saison, les résultats de Pinturault sont contrastés malgré quelques belles places d'honneur et un nouveau podium en géant à Adelboden, les performances en slalom du français sont trop irrégulière avec trois nouvelles sorties de piste que deux places dans le top 5 a Madonna di Campiglio et Wengen ne parviennent pas à faire oublier d'autant que Marcel Hirscher et Kjetil Jansrud ont pu prendre le large au classement général.
Le français met fin a un an d'insuccès le 23 janvier 2015 en remportant la huitième victoire de sa carrière lors du super combiné de Kitzbühel en résistant lors de la manche de slalom au retour de Marcel Hirscher qu'il avait distancé lors de la manche du super G. Ce succès permet à Pinturault de valider certains acquis et d'aborder en confiance les championnats du monde qui se disputent à Beaver Creek. Onzième du super G, il déçoit lors du Super combiné en terminant au cinquième rang d'une course remportée par Marcel Hirscher malgré une belle descente matinale. Il poursuit en remportant la médaille de bronze lors du géant derrière Ted Ligety et Marcel Hirscher et abandonne en seconde manche du slalom dominé par son compatriote Jean-Baptiste Grange.
Une fin de saison de qualité marquée par une victoire en géant à Kranjska Gora et de belles places d'honneur permet à Pinturault de terminer deuxième meilleur géantiste mondial et à la troisième place du classement général avec plus de mille points mais loin derrière Marcel Hirscher et Kjetil Jansrud qui ont respectivement dominés la saison sur les disciplines de technique et de vitesse.

### Saison 2015-2016: un globe de cristal pour couronner sa saison
Après un début de Coupe du monde difficile, sans résultat marquant et ponctué par une sévère chute en décembre lors du géant de Beaver Creek occasionnant une commotion cérébrale qui l'oblige à déclarer forfait pour le géant de Val d'Isère, Alexis Pinturault retrouve peu à peu la forme et accumule les succès en janvier et février : il remporte tout d'abord le combiné de Kitzbühel devant ses compatriotes Victor Muffat Jeandet et Thomas Mermillod Blondin pour un triplé français qui n'avait plus été réalisé depuis 1970 (lors du slalom de Voss en Norvège par Patrick Russell, Jean-Noël Augert et Henri Bréchu) et poursuit trois semaines plus tard en remportant le géant de Yuzawa Naeba au Japon devant son compatriote Mathieu Faivre et l'Italien Massimiliano Blardone.
Pinturault enchaîne lors du retour en Europe en dominant le combiné de Chamonix devant l'Italien Dominik Paris et Mermillod Blondin lui permettant de s'adjuger le globe de cristal de la discipline ainsi que les deux géants d'Hinterstoder en Autriche disputés en 48 heures soit trois géants remportés d'affilée. Dans la première course disputée à Hinterstoder le 26 février, où il devance Marcel Hirscher de 79 centièmes de seconde au total des deux manches, il est d'ailleurs jugé « imbattable ». Dans la deuxième disputée le 28 février, il signe le meilleur temps des deux manches et devance finalement Hirscher de 1 s 14 et Henrik Kristoffersen 1 s 26. Il est cette fois jugé « instoppable ». Le 4 mars, la série continue pour Pinturault qui s'impose dans le géant de Kranjska Gora avec respectivement 47 et 69 centièmes d'avance sur les Autrichiens Philipp Schörghofer et Marcel Hirscher. Son total de victoires monte à quinze, ce qui lui permet d'égaler le record de Jean-Claude Killy pour le ski alpin français,. Pinturault enchaîne le week-end en Slovénie par un cinquième podium de rang en géant lors de la deuxième course durant laquelle il est dominé par Marcel Hirscher qui s'adjuge à l'occasion le globe de cristal de la discipline et une sixième place en slalom.
Lors des Finales de la coupe du monde disputées à Saint-Moritz, Pinturault participe lors du géant au deuxième triplé de l'hiver pour l'équipe de France masculine en terminant deuxième de l'épreuve derrière Thomas Fanara qui devient à trente-quatre ans, le skieur le plus âgé à remporter sa première victoire en coupe du monde, le podium français étant complété par Mathieu Faivre. Pinturault profite de ce podium pour récupérer la troisième place au classement général que Kjetil Jansrud lui avait subtilisée lors du super-G deux jours auparavant. Douzième du slalom clôturant la saison 2016 et profitant de l'absence de Jansrud, Pinturault conclut sa troisième saison consécutive au troisième rang du classement général devancé par Marcel Hirscher et Henrik Kristoffersen. Avec 1200 points, il bat en outre le record de points au classement général sur une saison pour un skieur français détenu jusque-là par Luc Alphand (1130 points lorsqu'il avait remporté la Coupe du monde de ski alpin 1996-1997).

### Saison 2016-2017: français le plus victorieux en Coupe du monde
Alexis Pinturault commence la saison par une victoire sur le glacier de la Rettenbach à Sölden à l'arrivée du traditionnel slalom géant d'ouverture, le 23 octobre 2016. Il signe le meilleur temps des deux manches et s'impose finalement avec 70/100 d'avance sur Marcel Hirscher et 1 s 37 sur Felix Neureuther. Il s'agit de la septième victoire de sa carrière dans un géant de coupe du monde et de son premier succès à Sölden. Mais surtout, c'est le seizième succès de sa carrière à ce niveau, ce qui lui permet d'améliorer le record pour un skieur français détenu durant cinquante ans par Jean-Claude Killy qui avait remporté quinze victoires sur les deux premières éditions de la Coupe du monde de ski alpin, en 1967 et en 1968 (total ne tenant pas compte de ses trois médailles d'or aux Jeux olympiques de Grenoble 1968). À Val d'Isère, sur la piste « Oreiller-Killy » de la Daille, le 2 décembre, Alexis Pinturault se classe 3e du géant remporté par son compatriote Mathieu Faivre, puis s'impose dans la même discipline, une semaine plus tard dans la même station, mais sur la Face de Bellevarde cette fois-ci, en réalisant le meilleur temps de la première manche, puis en contenant le retour de Marcel Hirscher en deuxième manche. Soit la dix-septième victoire de sa carrière, pour une présence constante sur le podium des neuf derniers géants disputés en coupe du monde. Son rival autrichien déclare à l'issue de la victoire de Pinturault « Il y a quelques années, la domination en géant était exercée par Ted Ligety, puis cela a été mon tour. Maintenant le patron, c'est Alexis. C'est vraiment le meilleur géantiste du monde. Il skie bien, avec une super technique, il est très fort physiquement. A Garmisch-Partenkirchen, il y a quelques années, j'avais demandé: "qui c'est ce garçon? Il ira loin". ». Alexis Pinturault s'est fracturé un métatarse de la main droite à l'entraînement à Val d'Isère, et il a disputé les deux épreuves sur la Face de Bellevarde avec cette blessure. Il doit poursuivre la saison avec une attelle. 
Les courses italiennes qui s'ensuivent sont marquées par des résultats contrastés pour le Français qui abandonne lors du géant d'Alta Badia mettant ainsi fin à sa série de neuf podiums dans la discipline et termine 9e du géant parallèle dans la même station dominé par son compatriote Cyprien Sarrazin et 7e du slalom de Madonna di Campiglio. Pinturault renoue avec le succès, la semaine suivante en remportant le sixième combiné de sa carrière à Santa Caterina di Valfurva au terme duquel il parvient à dominer Marcel Hirscher lors de la manche de slalom alors que l'autrichien l'avait devancé de deux centièmes lors du super G qui faisait office de première manche. 
Le 7 janvier, il remporte son troisième slalom géant de la saison et la dix-neuvième victoire de sa carrière en s'imposant sur la célèbre Chuenisbärgli à Adelboden considérée comme la plus prestigieuse piste de géant de la Coupe du monde. Après avoir creusé des écarts importants lors de la première manche, notamment 70/100 de seconde d'avance sur Marcel Hirscher, il résiste au retour impressionnant de son rival en le battant de 4/100 sur la ligne d'arrivée du deuxième tracé. Les deux premiers devancent le 3e, Philipp Schörghofer de près de deux secondes, et Pinturault dépasse définitivement Jean-Claude Killy (15 victoires en Coupe du Monde et 3 aux Jeux olympiques) au sommet du palmarès du ski alpin masculin français.
Le skieur français poursuit le mois de janvier par des prestations honorables lors des slaloms suisses et autrichiens (11e à Wengen, 10e à Kitzbühel et 8e à Schladming) et des déceptions de taille en Combiné à Wengen au terme duquel, il ne peut faire mieux que 20e et lors du géant à Garmisch-Partenkirchen qu'il termine au 4e rang et relégué à plus de deux secondes de Marcel Hirscher. Pinturault aborde néanmoins les Mondiaux de Saint-Moritz en confiance, bordé d'ambitions légitimes et auréolé d'une deuxième place acquise lors du City Event de Stockholm.
Auteur d'un bon super G conclut à la 6e place, Pinturault continue d'impressionner l'assistance par la suite, en remportant le dernier entrainement de la Descente et aborde le Combiné avec le statut de principal favori pour remporter son premier titre mondial. 20e de la Descente initiale avec près d'une seconde d'avance sur les principaux slalomeurs, le français parti sur un terrain délicat, échoue et termine 10e au terme d'un slalom chaotique à plus de 8/10e du vainqueur suisse Luca Aerni qui s'élançait premier de la manche de slalom. Très marqué par cet échec, Pinturault se ressaisit lors de l'épreuve par équipes en remportant le titre mondial accompagné de ses équipiers, Adeline Baud-Mugnier, Tessa Worley et Mathieu Faivre. Grand favori du Géant avec Marcel Hirscher, le français déçoit une fois de plus, échouant à une anecdotique[pas clair] 7e place loin de son rival autrichien, titré. Accablé par les larmes, Pinturault traduit ces échecs successifs par une crispation au moment d'aborder les grands rendez-vous : « Je n'ai pas assez osé ! J'arrive aux gros rendez-vous avec plus d'envie et cela se traduit par plus de crispation, donc moins de relâchement, de fluidité et de vitesse... ». Le skieur part à la faute, lors du slalom disputé deux jours plus tard et achève ces mondiaux en perte de confiance.
La suite de la saison s'apparente à un long calvaire pour le skieur de Courchevel visiblement marqué physiquement et mentalement. Il abandonne lors des deux derniers géants disputés à Kranjska Gora et Aspen et permet ainsi à Mathieu Faivre de lui ravir la deuxième place du classement de la discipline alors qu'il a disputé pratiquement tout l'hiver, le globe à Marcel Hirscher. Sur le podium du classement général les trois années précédentes, le français termine quatrième avec 875 points et 28 unités de retard sur le norvégien Henrik Kristoffersen, qui occupe le dernier accessit sur le podium.

### Saison 2017-2018: deux médailles olympiques

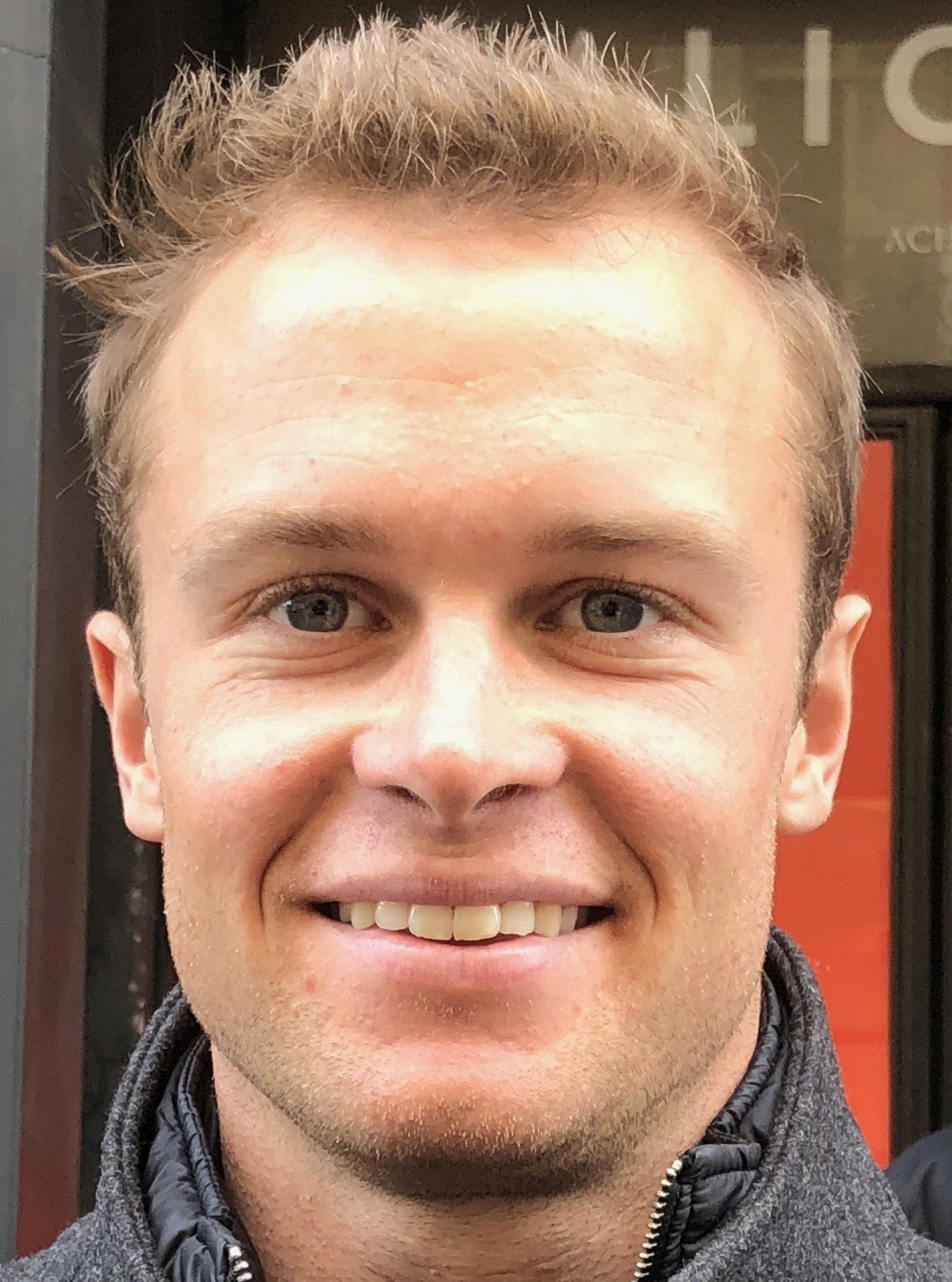
Alexis Pinturault en octobre 2017 à Paris

Alexis Pinturault aborde la saison avec pour objectif principal les Jeux olympiques d'hiver qui se disputeront en Corée du Sud à Pyeongchang. En plus de ces ambitions, la blessure de son rival Marcel Hirscher au cours du mois d'octobre semble, selon nombre d'observateurs, lui laisser une ouverture en vue du classement général bien que les nouvelles réglementations inhérentes au changement de rayon de courbe des skis de géant pose des questions et pourrait inverser certaines tendances qui auparavant, étaient favorables aux géantistes français.
Lors du slalom de Levi qui inaugure la saison, le français prend la 8e place d'un slalom remporté par l'allemand Felix Neureuther. Il poursuit par un résultat prometteur en prenant la 5e place du Super G à Beaver Creek mais déçoit le lendemain  lors du géant de la station du Colorado dont il prend la 12e place à plus de deux secondes de Marcel Hirscher. Cette nouvelle contre-performance, installe un peu plus le français qui n'a plus réalisé le moindre podium dans sa discipline forte depuis sa victoire lors du géant d'Adelboden dans une période de doute au moment d'aborder le week-end à domicile de Val d'Isère, une étape importante pour les techniciens ou doit se dérouler un géant, ainsi qu'un slalom sur la Face de Bellevarde. Lors du géant, Pinturault 3e lors du premier tracé, réalise une seconde manche engagée et très propre qui lui permet d'aller chercher sa première victoire de l'hiver qui constitue sa dixième victoire en carrière en géant et sa vingtième toutes disciplines confondues. Il devient dès lors, le second skieur français à obtenir 20 victoires en Coupe du monde de ski alpin et rejoint Carole Merle et ses 22 victoires. 
Le français poursuit la tournée italienne par des performances contrastées à Alta Badia dont il prend la 9e place du Géant et de l'épreuve parallèle dominés par Hirscher et le suédois Mats Olsson et à Madonna di Campiglio qu'il conclut au 10e rang. Le sursaut prend forme le 29 décembre, quand Alexis Pinturault remporte à Bormio le septième combiné de sa carrière en douze départs dans la discipline depuis 2013 et qui constitue sa 21e victoire en Coupe du monde, 16e temps de la descente, il signe le meilleur temps de la manche de slalom et l'emporte devant Peter Fill et Kjetil Jansrud.
Auteur d'un très bon début de mois de janvier qui le voit enchaîner les bons résultats en slalom (6e à Zagreb, 5e à Adelboden et 8e à Wengen) et monter à nouveau sur le podium du slalom géant d'Adelboden le 6 janvier, derrière Hirscher et Henrik Kristoffersen, Pinturault déçoit lors du slalom géant de Garmisch-Partenkirchen, qu'il ne termine qu'au 9e rang ce qui tend à confirmer que le changement de réglementation a porté préjudice aux géantistes français ce que confirmera plus tard Pinturault . Au moment d'aborder les Jeux Olympiques de PyeongChang, le skieur de Courchevel occupe la 5e place du classement général et aborde l'épreuve du Combiné dont il a remporté quatre des cinq dernières épreuves disputées en Coupe du Monde, en tant que favori pour la médaille d'or.
Auteur du 10e chrono[Quoi ?] de la descente matinale, Pinturault réalise le 3e chrono[Quoi ?] de la manche de slalom qui lui permet d'accrocher la médaille d'argent 23 centièmes derrière Marcel Hirscher auteur du meilleur chrono entre les piquets et devant son compatriote Victor Muffat-Jeandet qui complète le podium olympique. Le français poursuit sur sa lancée en remportant, comme quatre ans plus tôt, la médaille de bronze en slalom géant, devancé par Hirscher et Kristoffersen. Il devient ainsi, le quatrième skieur alpin français à totaliser trois médailles aux Jeux d'hiver, après Henri Oreiller, Jean-Claude Killy et Franck Piccard, mais le premier à en gagner deux en slalom géant. Pinturault conclut ses bons Jeux olympiques en participant au tir groupé des slalomeurs français. Le français, 5e de l'épreuve, s'intercale entre Clément Noël 4e et Muffat-Jeandet 6e d'un slalom dominé par le suédois André Myhrer. Il termine en outre, au 4e rang de l'épreuve par équipes avec ses coéquipiers Adeline Baud-Mugnier, Tessa Worley et Clément Noël.
Le français, satisfait de son rendez-vous olympique, conclut la saison en roue libre et obtient néanmoins un dernier podium avec une troisième place en géant à Kranjska Gora le 3 mars, derrière Hirscher et Kristoffersen soit le même podium qu'en Corée du Sud. Il termine à la sixième place du classement général, et à la troisième du classement du slalom géant.

### Saison 2018-2019: titre mondial, globe en combiné, deuxième du général
Durant l'intersaison, le skieur de Courchevel déclare avoir délaissé les épreuves de vitesse afin de se consacrer exclusivement dans l'objectif de retrouver son niveau en géant et de redevenir performant et régulier en slalom afin de retrouver le podium du classement général.
Auteur d'un début de saison décevant qui le voit abandonner lors du slalom inaugural de Levi, hors du top 10 lors du week-end de Beaver Creek (16e en Super G et 14e en Géant) et seulement 4e du géant à domicile de Val d'Isère. Alexis Pinturault retrouve les podiums en l'espace de 24 heures à Alta Badia les 16 et 17 décembre 2018, avec deux victoires de Hirscher et les deux fois derrière un coéquipier : Thomas Fanara au cours du slalom géant et Thibaut Favrot dans le géant parallèle. Il poursuit par des performances contrastées durant les épreuves de fin d'année, alternant le bon (9e en Slalom à Madonna di Campiglio) et le moins bon (7e en géant et 14e en slalom à Saalbach-Hinterglemm).

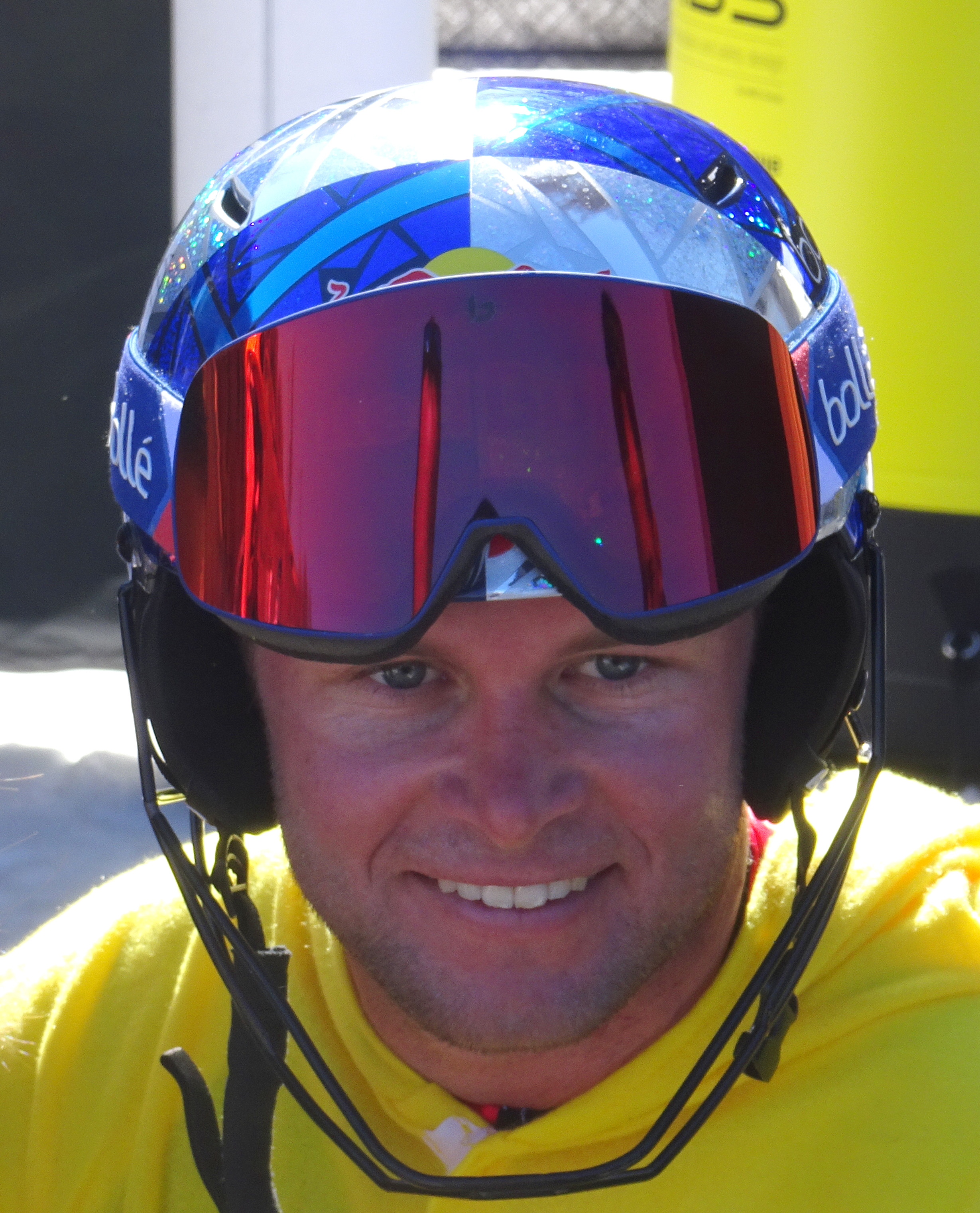
en mars 2019 au Super Slalom de La Plagne

Le début d'année 2019, permet au skieur français de renouer avec les honneurs en slalom, le 6 janvier à Zagreb, près de cinq ans après son dernier podium dans la discipline, une victoire à Wengen le 19 janvier 2014.  À la faveur d'une bonne performance sur le deuxième tracé de la piste croate, il se classe deuxième derrière Hirscher. Il se déclare alors « Assez ému et fier de m’être battu et accroché. ». La semaine suivante, Pinturault enchaîne et termine 4e du géant et du slalom d'Adelboden. De retour parmi les sept meilleurs slalomeurs du monde, Pinturault confirme dans la station de l'Oberland bernois, son déclic entre les piquets serrés ainsi que combiné aux performances prometteuses du jeune Clément Noël 21 ans, et du vétéran Jean-Baptiste Grange 34 ans (tous trois parmi les dix meilleurs au classement général de la discipline), le retour au premier plan des slalomeurs français. Auteur d'un excellent combiné de Wengen, le week-end suivant, qu'il termine au 3e rang derrière Marco Schwarz et Victor Muffat-Jeandet, le français termine le slalom dominical de la station suisse déçu en partant à la faute à quelques portes de l'arrivée alors qu'il semblait en mesure de disputer un très bel accessit. Il assiste impuissant au premier succès de Noël. Une déception qui sera vite effacée, tout d'abord six jours plus tard lors du slalom de Kitzbühel au cours duquel, Pinturault accroche la 3e place d'un podium partagé par Clément Noël qui réalise le doublé Wengen-Kitzbühel et Marcel Hirscher et surtout, en terminant 2e du slalom de Schladming disputé devant 50.000 spectateurs, le 29 janvier derrière Hirscher. Pinturault aborde ainsi, grâce à ces résultats, les Championnats du monde disputés à Åre dans la position de dauphin au général de Marcel Hirscher avec 484 points de retard. Il peut légitimement grâce à ses progrès en slalom, ambitionner des médailles dans trois disciplines et fait office de grand favori d'un combiné que son rival autrichien ne disputera pas.
Lors des championnats du monde à Are, le 11 février 2019, dans un combiné alpin où les départs de la descente et du slalom sont abaissés, Alexis Pinturault devient le sixième français après Emile Allais (1937 et 1938), Henri Oreiller (1949), Guy Perillat (1960), Jean-Claude Killy (1966 et 1968) et Michel Vion (1982) champion du monde de la discipline. Il réalise le 24e temps de la descente, et le 2e temps du slalom, devancé de 12/100 entre les piquets par Štefan Hadalin qui prend la médaille d'argent à 24/100e au total des deux manches. Marco Schwarz complète le podium à 46/100e. Il s'agit du premier titre mondial d'Alexis Pinturault et de sa troisième médaille planétaire. Le 15 février, il se poste en tête du slalom géant lors de la première manche, 10/100 devant Marcel Hirscher suivi à 8/100 par Henrik Kristoffersen. Les trois skieurs, derniers partants sur le second tracé, se disputent la victoire, et le plus rapide est Kristoffersen qui s'adjuge le titre devant Hirscher à 20/100. Pinturault malgré quelques fautes en fin de parcours, prend la médaille de bronze à 42/100e, comme à Beaver Creek en 2015. Le dernier jour des Mondiaux, il est dans le slalom le seul coureur à rivaliser à moins d'une seconde (56/100) de Marcel Hirscher au cours de la première manche. Il s'élance donc en avant-dernier sur le deuxième tracé, et reste largement dans le coup pour le podium jusqu'à mi-parcours, où il commet une faute d'intérieur, et parvient à se rétablir pour terminer 4e à 93/100 du vainqueur Hirscher mais seulement à 17/100e de la troisième marche du podium occupée par Marco Schwarz.
Alexis Pinturault remporte sa première victoire de l'hiver en Coupe du monde à l'arrivée du combiné alpin de Bansko le 22 février, constitué d'un super G et d'une manche de slalom. Il construit sa victoire dans l'épreuve de vitesse en réalisant le 3e temps à seulement 16/100 de Mauro Caviezel. Marcel Hirscher, 20e chrono du super G, effectue une remontée de 19 places en se montrant le plus rapide dans le slalom, Mais Pinturault parti avec 1 s 67 d'avance entre les piquets serrés, conserve 68/100 sur la ligne d'arrivée. Il remporte ainsi la 22e victoire de sa carrière qui lui permet d'égaler le record français tous sexes confondus de Carole Merle et s'adjuge le globe de cristal de la discipline, qui est son troisième, ou sa 5e victoire au classement du combiné alpin qui ne décernait pas de globe de cristal lorsqu'il avait co-remporté les classements de 2013 et de 2014. Enfin, il remporte le dernier slalom géant de la saison, lors des finales de Soldeu le 16 mars, construisant sa victoire en prenant une avance importante en première manche, pour finalement devancer Marco Odermatt de 44/100e et Žan Kranjec de 1 s 03 en bas du second tracé. Sa seule victoire de la saison dans la discipline est le 23e succès de sa carrière, faisant de lui le skieur français le plus victorieux en Coupe du monde et lui assure aussi définitivement la 2e place au classement général derrière Hirscher, le plus haut rang atteint depuis le début de sa carrière.
Il termine enfin 8e de la dernière course de l'hiver, le slalom dominé le 17 mars par Clément Noël dans la station andorrane. Sa place de dauphin au général  résulte essentiellement de sa belle régularité en géant dont il termine 3e du classement derrière Hirscher et Kristoffersen, en combiné, et surtout, compte tenu de son retour parmi les meilleurs en slalom. Une discipline dans laquelle il a souvent brillé par son inconstance dans le passé. Sur les dix slaloms disputés au cours de la saison, Pinturault, 6e du classement de la spécialité a aligné sept top 10 dont trois podiums.

### 2019-2020:2edu général à l'issue d'une saison tronquée
Fort de ses résultats obtenus la saison précédente, le skieur français obtient le soutien de la Fédération française de ski, dans l'objectif de créer sa propre structure d'entraînement. Il dispose à ce titre d'un entraineur personnel et de son matériel payé par la fédération ainsi que d'une équipe rémunérée par ses sponsors et lui-même, composée d'un entraineur adjoint, d'un technicien, d'un préparateur physique ainsi que d'un kinésithérapeute. La volonté affichée est claire : remporter le classement général pour la première fois de sa carrière. 
L'intersaison est aussi marquée par l'annonce du retrait du rival autrichien et septuple vainqueur du globe de cristal, Marcel Hirscher qui donne du sel aux ambitions de Pinturault bien qu'il s'en défende et préfère saluer son ancien adversaire : « On ne va pas cacher qu'avec le départ de Marcel, c'est un concurrent en moins. Mais il y a d'autres concurrents ! Maintenant, la saison sera différente de toutes celles que j'ai connues. Ça risque de faire encore plus bizarre à Sölden pour la première étape, à ce moment-là on s'en rendra vraiment compte. C'est un grand champion, il a amené le ski à un niveau jamais atteint. Il a entraîné beaucoup de monde derrière lui, dont moi, il a fait progresser beaucoup de monde. Je le remercie. ».

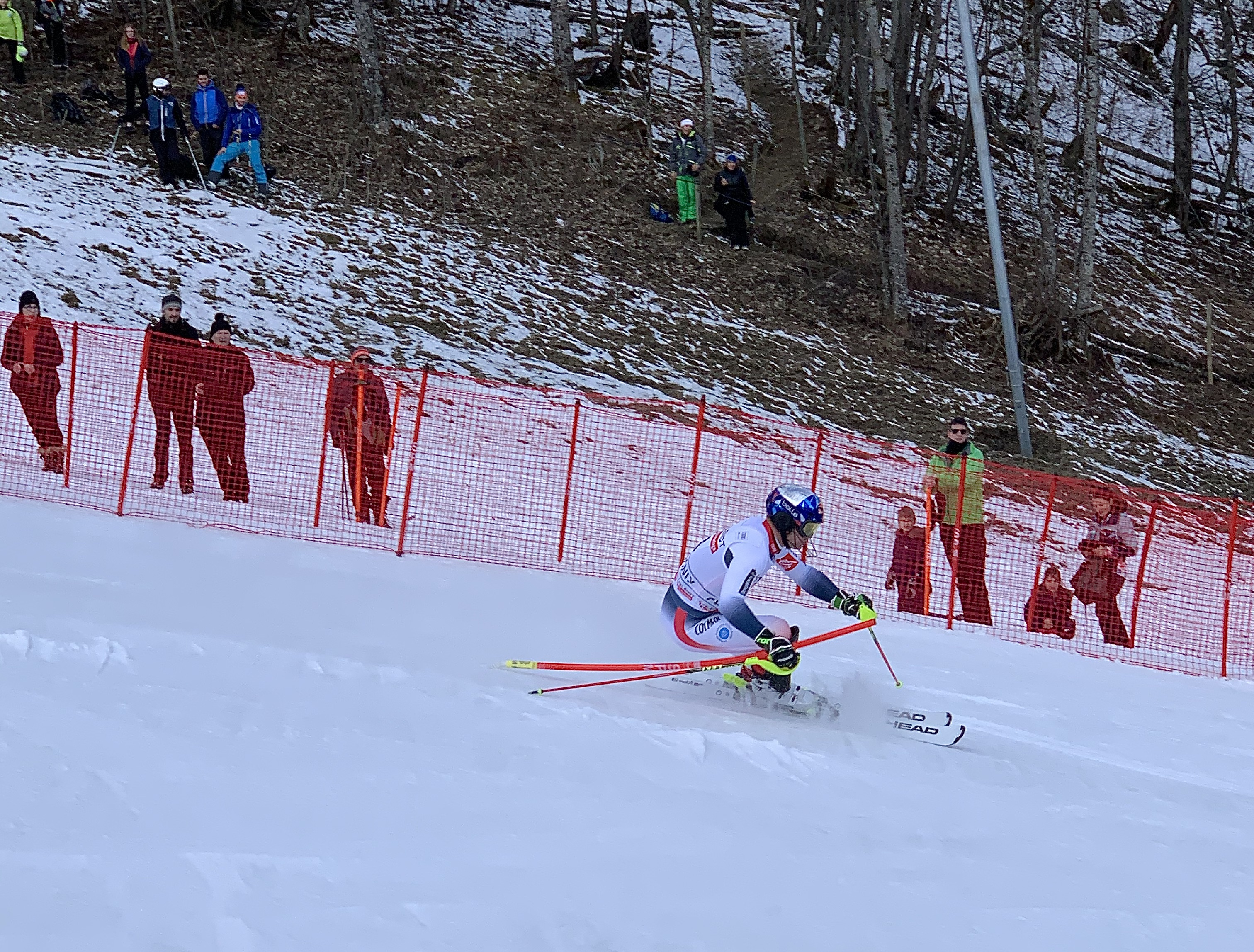
Alexis Pinturault dans le slalom de Chamonix le 8 février 2020

Alexis Pinturault commence la saison idéalement, en remportant le vingt-quatrième succès de sa carrière, le douzième en géant lors de la traditionnelle ouverture de la saison disputée sur le glacier de Sölden au cours de laquelle il devance largement son compatriote Mathieu Faivre et le slovène Žan Kranjec. En difficulté à Levi où il ne se qualifie pas pour la deuxième manche du slalom, quatrième du Super-G de Beaver Creek mais seulement dix-septième du slalom géant, Il obtient sa deuxième victoire de la saison en slalom, le 15 décembre, sur la Face de Bellevarde de Val-d'Isère avec le meilleur temps de la première manche et le troisième sur le second tracé, pour terminer avec une avance considérable sur Andre Myhrer (1 s 44) et Stefano Gross (1 s 47). Son dernier succès dans la discipline remontait à près de six ans. Cette victoire lui permet de reprendre la tête du classement général de la Coupe du monde à l'orée des classiques italiennes de fin d'année.
Huitième du slalom géant d'Alta Badia, puis prématurément éliminé du géant parallèle disputé dans la même station des Dolomites, le français, victime durant l'épreuve d'une lésion de 6 millimètres au muscle adducteur de la cuisse gauche, parvient à se remettre après une période de cinq jours de repos forcé, en vue de disputer le combiné de Bormio en date 29 décembre au cours duquel, il remporte une neuvième victoire dans la discipline, et sa troisième cette saison. Après avoir laissé Henrik Kristoffersen reprendre les commandes du général, il remonte au 3e rang d'un classement dominé par les spécialistes de la vitesse Aleksander Aamodt Kilde et Dominik Paris, au moment d'aborder les grandes classiques du mois de janvier. Souffrant début janvier d'une gastro-entérite, il se classe 9e du slalom de Zagreb et 5e de celui de Madonna di Campiglio. Il n'est pas nom plus en réussite dans le géant et le slalom d'Adelboden (10e puis 8e), tandis qu'Henrik Kristoffersen, qui accumule les podiums, s'empare de la tête du classement général. Mais le Français lui repasse devant le 17 janvier après le combiné alpin de Wengen qu'il achève à la 2e place, derrière Matthias Mayer.
Il enfourche ensuite deux fois de suite, dans les slaloms de Wengen puis de Kitzbühel, ce qui permet à Kristoffersen de prendre ses aises en tête de la course au gros globe de cristal, puis il termine deuxième derrière le Norvégien dans le 8e slalom de la saision disputé en nocturne à Schladming. Le 2 février, Alexis Pinturault remporte le slalom géant de Garmisch-Partenkirchen après avoir réalisé le 4e temps de la première manche, sa treizième victoire dans la discipline et la vingt-septième de sa carrière ainsi que son 60e podium. Il s'impose devant Loïc Meillard et Leif Kristian Nestvold-Haugen, ce qui lui permet de refaire une partie de son retard sur son rival qui termine 7e de cette course. À Chamonix le 8 février, Alexis Pinturault enfourche dans la 2e manche du slalom remporté par Clément Noël. Il n'est pas en réussite dans le géant de Naeba deux semaines plus tard en prenant la 15e place. Mais à Hinterstoder le 29 février, il se classe 4e du Super-G où le leader du classement général Aleksander Aamodt Kilde chute. Le lendemain, il remporte le combiné alpin, sa 5e victoire de la saison, la 28e de sa carrière qui lui permet de gagner son 4e petit globe de cristal de la discipline. Le lendemain, il gagne son troisième slalom géant de la saison, et son quatorzième en tout. Son bilan à Hinterstoder, 250 points marqués en trois courses, lui permet de reprendre la première place du classement général de la Coupe du monde avec 26 points d'avance sur Aleksander Aamodt Kilde et 107 sur Henrik Kristoffersen.
L'hiver est fortement perturbé par l'épidémie mondiale de Coronavirus Covid-19 qui provoque dans un premier temps l'annulation des finales de Coupe du monde prévues à Cortina d'Ampezzo. Mais ce que les coureurs ignorent alors, c'est que l'étape suivant Hinterstoder, à Kvitfjell sera la dernière de la saison, et la descente disputée le 7 mars sur l'Olympiabakken, l'ultime course, puisque le Super-G prévu le lendemain est annulé en raison des conditions météorologiques. Kilde termine deuxième de la descente derrière Matthias Mayer et marque 80 points. Pinturault tente sa chance mais termine au delà de 30e place et ne marque pas : le Norvégien reprend la tête avec 54 points d'avance; cet écart devient définitif le 12 mars lorsque les deux épreuves techniques de Kranjska Gora programmée le week-end des 14 et 15 sont annulées, mettant un terme à la saison. 
« C’est vraiment très particulier. C’est difficile à accepter. Cela nous fait huit courses chez les hommes annulées cette saison avec cinq en technique et trois en vitesse. Il y a  gros déséquilibre dans la balance. C’est loin d’être évident. Il y a des circonstances extérieures à prendre en compte. Cette annulation de Kranjska Gora, je peux la comprendre. J’ai un peu de mal à comprendre la manière dont la FIS gère la situation. C’est un peu advienne que pourra, sans réflexion derrière. Pourquoi ne pas tout simplement annuler après Hinterstoder ? Pourquoi remettre les globes aux femmes et donc être obligé de les remettre après aux hommes ? Beaucoup de questions peuvent être posées. Les leaders des classements généraux sont des athlètes qui ont été sur le devant de la scène toute la saison. Est-ce que c’est juste ? C’est difficile d’y répondre.  Je n’ai pas pu me battre pour défendre mes chances, pour le géant et pour le gros globe. C’est le côté rageant quand on annule près d’un quart de la saison en technique. C’est comme ça. On est en vacances un peu plus tôt que prévu. On va essayer de faire des tests de matériel. On verra au jour le jour », dit alors Alexis Pinturautl, qui ne manque pas de noter qu'il est le skieur comptant le plus grand nombre de victoires dans la saison (six), alors que Kilde n'en a gagné qu'une, mais s'est montré bien plus régulier que lui sur l'ensemble de l'hiver.
Début avril 2020, il annonce qu'il pense avoir contracté les symptômes du Covid-19 pendant une quinzaine de jours, mais affirme « aller beaucoup mieux » depuis.

### 2020-2021: premier skieur vainqueur dans six disciplines et premier gros globe de cristal
Après avoir terminé quatrième du slalom géant de Sölden en ouverture de la saison 2020-2021, Alexis Pinturault s'impose le 27 novembre en finale du géant parallèle de Zürs face à Henrik Kristoffersen. Il s'agit de la trentième victoire de sa carrière mais surtout,  en comptant ses succès en slalom, slalom géant, super-G, combiné alpin et City Event, il devient le premier skieur alpin à compter des victoires dans six disciplines différentes. Il prend à cette occasion les commandes du classement général. Par la suite dépassé par le tenant du gros globe de cristal Aleksander Aamodt Kilde qui réalise le doublé Super-G/Descente à Val Gardena, il lui reprend la première place le 20 décembre en s'imposant dans le slalom géant d'Alta Badia, 7/100e de seconde devant le jeune norvégien Atle Lie McGrath. pour la 31e victoire de sa carrière, sa 15e dans la discipline, mais sa première sur la piste Gran Risa de la station des Dolomites. 
Les 8 et 9 janvier, Alexis Pinturault s'impose deux fois lors des slaloms géants disputés à Adelboden en signant les meilleurs temps de trois des quatre manches sur la piste Chuenisbärgli  (deux fois meilleur temps lors du premier géant, deuxième de la manche initiale de la deuxième course, et vainqueur sur le deuxième tracé), pour arriver à 17 succès dans la discipline, et totaliser 33 victoires en carrière, augmentant ainsi son avance en tête du classement général et s'installant à la première place de celui du slalom géant. Son principal rival et « tenant du titre » dans la course au gros globe, Aleksander Aamodt Kilde se blesse au genou à l'entraînement le 15 janvier et doit mettre un terme à sa saison, alors que le skieur de Courchevel continue sur le même rythme en s'adjugeant deux podiums en slalom à Flachau le 16 janvier et à Schladming dix jours plus tard. À ce point, son rival pour le trophée qu'aucun français n'a gagné depuis Luc Alphand en 1997 est Marco Odermatt qui se trouve à 253 points au classement général et qui estime ne pas y penser car « Pinturault est trop fort cette année ».

#### Championnats du monde 2021
Favori du slalom géant, une discipline qu'il domine cette saison en Coupe du monde, en combiné alpin dont il détient le titre mondial, et également faisant partie des prétendants au podium en slalom, Alexis Pinturault crée la surprise dès sa première course des championnats du monde à Cortina d'Ampezzo. Dans une discipline, le Super-G, où il n'avait plus obtenu de podium depuis 2014, et jamais aux Jeux Olympiques ou aux Mondiaux, il s'adjuge le 11 février la médaille de bronze à 38/100e du vainqueur Vincent Kriechmayr. Dans le combiné alpin, il est détrôné par Marco Schwarz pour 4 centièmes de seconde et prend la médaille d'argent. Ensuite, il réalise largement le meilleur temps de la première manche du slalom géant, mais commet une faute d'intérieur au bout de cinq portes sur le deuxième tracé, et chute, alors que son compatriote Mathieu Faivre l'emporte. Enfin, il se classe 7e du slalom gagné par Sebastian Foss Solevåg

#### Fin de saison: troisième Français vainqueur du classement général

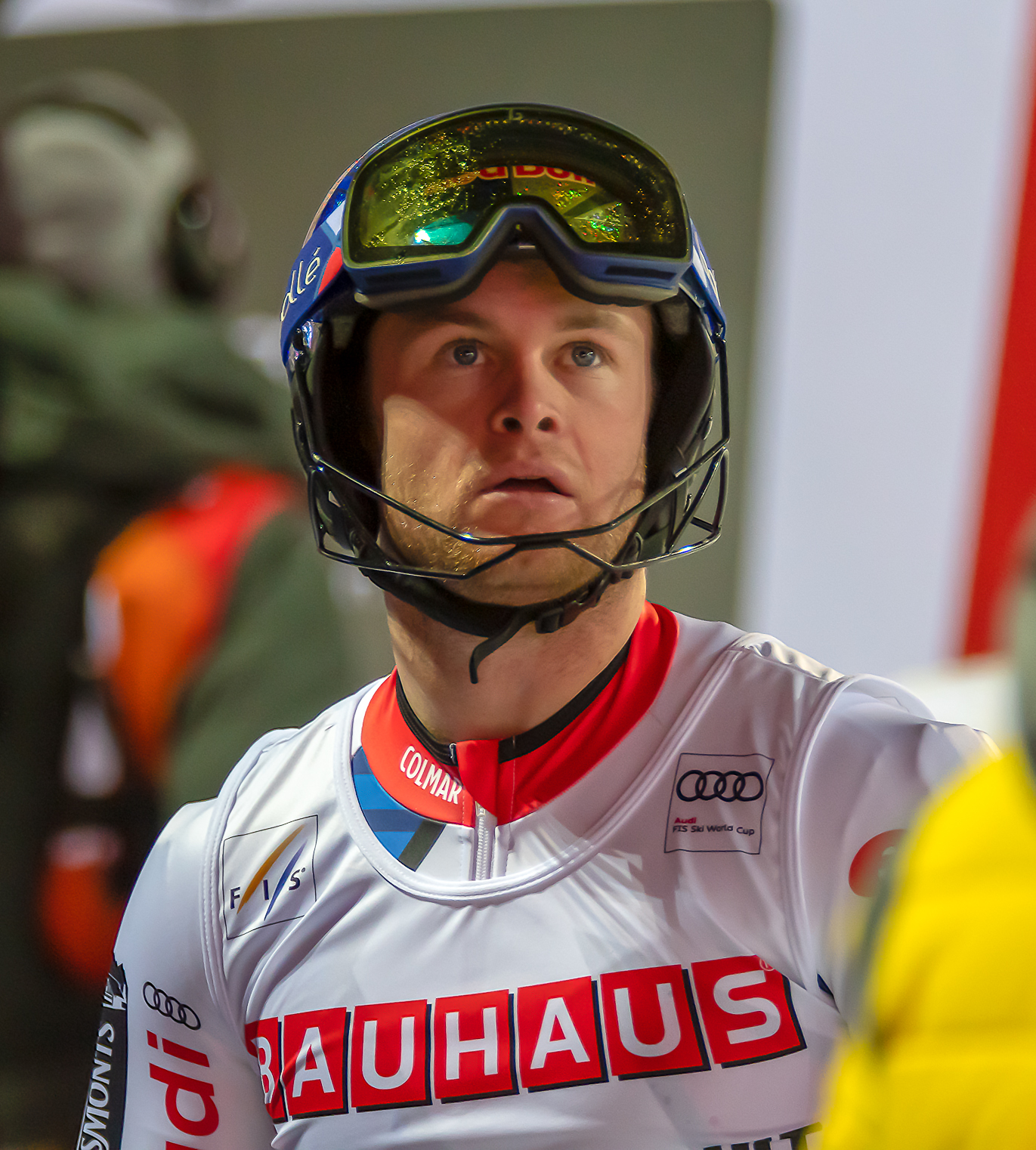
Alexis Pinturault à Stockholm

La saison reprend en Bulgarie, à Bansko pour deux slaloms géants les 27 et 28 février où son coéquipier Mathieu Faivre poursuit sur la lancée de son titre mondial : deuxième de la première course derrière Filip Zubčić et vainqueur le lendemain. Alexis Pinturault bien placé après la première manche de l'épreuve initiale, tape la base du poteau d'une porte de sa main droite après moins de 20 secondes sur le deuxième tracé, perd un bâton, et dévale tout le reste de la piste dans ces conditions pour se classer finalement quatrième. Son principal rival au classement général Marco Odermatt termine derrière lui en cinquième position. Lors de la course remportée par Faivre, Odermatt prend la deuxième place et Pinturault la troisième. En repartant de Bansko, l'avance du Français sur le Suisse est de 210 points. Odermatt ne s'aligne pas en slalom, Pinturault ne dispute pas la descente. Au classement du géant, ce dernier a 25 point d'avance sur son rival. Mais à Saalbach, les 6 et 7 mars, le skieur suisse commence par se classer 5e de la descente, avant de signer sa deuxième victoire de la saison dans le Super-G, où Pinturault prend la 15e place. Au total, il lui reprend 129 points, et n'en a plus que 81 de retard.  L'avance d'Alexis Pinturault continue à fondre par la suite : Odermatt remporte deux victoires consécutives, après celle de Saalbach en Super-G, il s'impose en slalom géant à Kranjska Gora le 12 mars où Pinturault termine 4e. Du coup, le Suisse revient à 31 points et lui subtilise le dossard rouge de leader du classement de la discipline.  Alors qu'il a l'occasion de reprendre de l'air lors du slalom disputé dans la station slovène le lendemain (puisque Odermatt ne s'aligne pas dans cette discipline), Alexis Pinturault, quatrième temps de la première manche, enfourche après quelques portes sur le deuxième tracé tandis que ses coéquipiers font le doublé : victoire de Clément Noël devant Victor Muffat-Jeandet. Ce zéro le laisse avec la même avance de 31 points avant les finales de Lenzerheide où le gros globe se jouera sur deux courses : un slalom géant et un slalom.
En effet, les 17 et 18 mars, une météo particulièrement défavorable à Lenzerheide provoque les annulations de la descente puis du Super-G des finales, Marco Odermatt perdant là l'occasion de marquer des gros points, ce que Pinturault confirme : « Je m'attendais à ce qu'il prenne la tête [du classement général] après les épreuves de vitesse ». Il ne considère par cela comme une « bonne nouvelle », tout en ajoutant que cela fait plus ses affaires qu'à d'autres. Le skieur français va donc aborder les deux courses techniques restant au programme avec son avance intacte de 31 points.
Enfin, le 20 mars, jour de son anniversaire (il fête ses 30 ans), Alexis Pinturault domine largement la première manche du slalom géant des finales, puis conclut sur le deuxième tracé avec 20/100e d'avance sur Filip Zubčić et 21/100e sur son compatriote Mathieu Faivre. Cette cinquième victoire de la saison, ce huitième podium, ce 34e succès en carrière revêtent une importance considérable. En effet, Marco Odermatt se classant 11e de cette course, le skieur de Courchevel s'assure définitivement le gros globe de cristal avec une avance de 107 points et plus qu'une course à disputer. En retard de 25 points au classement du géant sur Odermatt avant la course, il s'adjuge également le trophée de la discipline, repoussant son rival suisse à 51 points. Il succède à Luc Alphand, vainqueur de la Coupe du monde 1996-1997. En géant, le dernier vainqueur français du petit globe avait été Frédéric Covili au terme de l'exercice 2001-2002. Fort de son palmarès depuis 2011, Alexis Pinturault est selon le DTN Fabien Saguez : « Le plus grand skieur français de tous les temps, n'en déplaise à certains. Quand on voit qu'il a pu gagner dans six disciplines différentes, le nombre d'épreuves qu'il a gagnées, quand on voit ce qu'il est capable de réaliser tous les jours, ce qu'il est capable d'assumer, d'enchaîner. J'ai une émotion incroyable... ». Alexis Pinturault termine l'exercice par son 71e podium lors du slalom des finales disputé le 21 mars, se classant 3e derrière le vainqueur Manuel Feller suivi de son coéquipier Clément Noël. Au total, il marque 1260 points, son record personnel et également national, terminant avec 167 points d'avance sur Odermatt au général.

### Deux années de doute avant un deuxième titre mondial
Lors de la saison 2021-2022 largement dominée par Marco Odermatt, Alexis Pinturault n'obtient que trois podiums (deuxième du géant de Val d'Isère et du slalom de Madonna di Campiglio, troisième du géant d'Adelboden). Neuvième de la coupe du monde au moment où commencent les Jeux olympiques d'hiver de Pékin, il les aborde dans le doute et en ayant reculé dans la hiérarchie mondiale. Il connaît l'échec à ces Jeux puis termine dixième du classement général de la coupe du monde.  
Après avoir terminé vingtième du slalom géant d'ouverture de la saison 2022-2023 à Sölden, Alexis Pinturault termine troisième du super G de Beaver Creek le 4 décembre et met fin à une série de 330 jours sans podium à ce niveau. Mais la suite n'est pas à l'avenant, avec notamment deux éliminations en première manche (c'est-à-dire en finissant au delà des trente premiers) en janvier lors des slaloms de Kitzbühel et de Schladming, sans commettre de faute majeure. Arrivent alors les championnats du monde à domicile, en commençant par le Super-G du combiné alpin le 7 février 2023 dont l'aire d'arrivée à Courchevel Le Praz se situe sur le pas de la porte de l'un des hôtels de la famille Pinturault. Devant son public, sa famille et tous ses proches, Alexis Pinturault maitrise la piste Éclipse et signe le meilleur temps du Super-G, avec seulement 6/100e de seconde d'avance sur son principal rival Marco Schwarz. Il reste solide dans le slalom alors que le skieur autrichien se retrouve à l'arrêt sur les trois dernières portes, et remporte son deuxième titre mondial du combiné, pour sa première victoire depuis le slalom géant de Lenzerheide le 20 mars 2021. Deux jours plus tard, sur la même piste Éclipse, il enlève la médaille de bronze du Super-G comme à Cortina en 2021, 25/100e derrière Aleksander Aamodt Kilde, lui même battu de 1/100e de seconde par le Canadien James Crawford.

### Deux saisons finies prématurément à la suite de blessures
Alexis Pinturault aborde la saison 2023-2024 avec deux nouveaux entraîneurs et avec l'objectif d'être davantage présent en descente.
Le 12 janvier, au lendemain de son premier « Top 10 » en descente à Wengen, Il chute lors du Super-G disputé sur la même piste, à la réception d'une bosse. Atteint d'une rupture du ligament croisé antérieur du genou gauche et d'une lésion du ménisque, cette blessure le contraint à mettre un terme à sa saison. Sa blessure intervient quelques jours après la naissance de sa fille Olympe, et il pose à ses cotés sur les réseaux sociaux, la qualifiant des « meilleur anti-douleur » et en précisant qu'il sera de retour. Durant sa convalescence, il envisage de réorienter ses objectifs lors de son retour en priorisant le slalom géant puis le super G.
De retour sur les skis à la fin du mois d'août, il chute en janvier 2025 durant le super G de Kitzbühel. Atteint d'une fracture du plateau tibial du genou droit, cette blessure met un terme à sa saison.

### Équipement et sponsors
Équipé au début de sa carrière par Salomon, Alexis Pinturault réalise ses premiers faits d'armes avec la marque française mais décide durant l'intersaison 2014 en quête de nouveaux défis, d'opérer un virage important dans sa carrière en optant pour la marque autrichienne Head qui équipe de nombreux champions tels que Ted Ligety ou Aksel Lund Svindal. Ce choix s'explique par une volonté de changement du français ainsi qu'un intérêt affirmé pour la marque de développer avec l'apport de Pinturault des skis de slalom plus performants. Malgré des débuts contrastés avec la marque, Pinturault réputé excellent metteur au point, trouve peu à peu son rythme et confirme sa place parmi les meilleurs géantistes du monde. Cependant ses résultats en slalom restent encore irréguliers à la fin de saison 2016.
Il rejoint en 2012 la marque Shred Optics fondée par Ted Ligety et Carlo Salmini qui l'équipe en casques, masques et lunettes.
Considéré comme le meilleur skieur de sa génération, Pinturault devient au début de la saison 2013 l'un des principaux skieurs alpins sponsorisés par Red Bull dont le casque est dessiné aux couleurs de la marque autrichienne qui lui offre en outre un soutien non négligeable en termes d'infrastructures. « Je peux tout faire dans leurs installations en Autriche. Si je veux, je peux faire des tests physiques. Pendant l'hiver, ils peuvent m'apporter un vrai soutien logistique. ».

## Palmarès

### Jeux olympiques
| Épreuve / Édition   | Super G | Slalom géant | Slalom | Combiné |
| ------------------- | ------- | ------------ | ------ | ------- |
| JO 2014 Sotchi      | —       | Bronze       | DNF    | DNF     |
| JO 2018 Pyeongchang | —       | Bronze       | 5e     | Argent  |
| JO 2022 Pékin       | 11e     | 5e           | 16e    | DNF     |

### Championnats du monde
| Épreuve / Édition                    | Descente | Super G | Slalom géant | Slalom | Combiné | Par équipes |
| Mondiaux 2011 Garmisch-Partenkirchen | —        | Abandon | —            | 17e    | —       | —           |
| Mondiaux 2013 Schladming             | —        | 6e      | 5e           | 6e     | 6e      | —           |
| Mondiaux 2015 Vail - Beaver Creek    | —        | 11e     | Bronze       | —      | 5e      | —           |
| Mondiaux 2017 Saint-Moritz           | —        | 6e      | 7e           | Ab.    | 10e     | Or          |
| Mondiaux 2019 Åre                    | —        | —       | Bronze       | 4e     | Or      | —           |
| Mondiaux 2021 Cortina d'Ampezzo      | —        | Bronze  | DNF          | 7e     | Argent  | —           |
| Mondiaux 2023 Courchevel-Méribel     | —        | Bronze  | 7e           | 20e    | Or      | —           |

### Coupe du monde
- Vainqueur du classement général en 2021.
- 5 petits globes de cristal :
  - vainqueur du classement du slalom géant en 2021.
  - vainqueur du classement du combiné en 2016, 2017, 2019 et 2020.
- 77 podiums dont 34 victoires (18 en slalom géant, 10 en combiné alpin, 3 en slalom, 1 en super G, 1 City Event et 1 parallèle).
- Record de points : 1260 (record national) en 2021.

#### Différents classements en Coupe du monde
| Saison / Épreuve | Saison / Épreuve | Général | Général | Descente | Descente | Slalom | Slalom | Slalom géant | Slalom géant | Super G | Super G | Combiné | Combiné | City Event | City Event | Parallèle | Parallèle |
| ---------------- | ---------------- | ------- | ------- | -------- | -------- | ------ | ------ | ------------ | ------------ | ------- | ------- | ------- | ------- | ---------- | ---------- | --------- | --------- |
| Saison / Épreuve | Saison / Épreuve | Class.  | Points  | Class.   | Points   | Class. | Points | Class.       | Points       | Class.  | Points  | Class.  | Points  | Class.     | Points     | Class.    | Points    |
| 2010-2011        | 2010-2011        | 52e     | 151     | -        | -        | -      | -      | 22e          | 87           | 30e     | 40      | 30e     | 24      | -          | -          | -         | -         |
| 2011-2012        | 2011-2012        | 10e     | 845     | 54e      | 0        | 18e    | 167    | 4e           | 364          | 22e     | 84      | 4e      | 130     | 1er        | 100        | -         | -         |
| 2012-2013        | 2012-2013        | 6e      | 790     | -        | -        | 9e     | 264    | 3e           | 326          | 33e     | 20      | 1er     | 180     | 7e         | 60         | -         | -         |
| 2013-2014        | 2013-2014        | 3e      | 1028    | -        | -        | 9e     | 264    | 3e           | 458          | 13e     | 126     | 1er     | 180     | -          | -          | -         | -         |
| 2014-2015        | 2014-2015        | 3e      | 1006    | -        | -        | 10e    | 224    | 2e           | 487          | 10e     | 169     | 2e      | 126     | -          | -          | -         | -         |
| 2015-2016        | 2015-2016        | 3e      | 1200    | -        | -        | 12e    | 220    | 2e           | 690          | 27e     | 70      | 1er     | 220     | -          | -          | -         | -         |
| 2016-2017        | 2016-2017        | 4e      | 875     | -        | -        | 12e    | 257    | 3e           | 439          | 22e     | 68      | 1er     | 111     | -          | -          | -         | -         |
| 2017-2018        | 2017-2018        | 6e      | 707     | -        | -        | 14e    | 200    | 3e           | 329          | 19e     | 78      | 4e      | 100     | -          | -          | -         | -         |
| 2018-2019        | 2018-2019        | 2e      | 1145    | -        | -        | 6e     | 453    | 3e           | 469          | 21e     | 63      | 1er     | 160     | -          | -          | -         | -         |
| 2019-2020        | 2019-2020        | 2e      | 1148    | -        | -        | 6e     | 286    | 2e           | 388          | 8e      | 169     | 1er     | 280     | -          | -          | 19e       | 25        |
| 2020-2021        | 2020-2021        | 1er     | 1260    | -        | -        | 7e     | 364    | 1er          | 700          | 17e     | 96      | -       | -       | -          | -          | 1er       | 100       |
| 2021-2022        | 2021-2022        | 10e     | 603     | -        | -        | 16e    | 183    | 5e           | 300          | 15e     | 120     | -       | -       | -          | -          | -         | -         |
| 2023-2024        | 2023-2024        | 42e     | 199     | 39e      | 38       | -      | -      | 20e          | 130          | 32e     | 31      | -       | -       | -          | -          | -         | -         |

De 2013 à 2015, la Fédération internationale de ski décide de ne pas attribuer de globe concernant le classement du combiné.

#### Détail des victoires
| Édition / Épreuve | Slalom géant                               | Slalom      | Combiné alpin       | Super G     | City Event | Parallèle | Total |
| 2011-2012         |                                            |             |                     |             | Moscou     |           | 1     |
| 2012-2013         | Garmisch-Partenkirchen                     | Val-d'Isère | Wengen              |             |            |           | 3     |
| 2013-2014         |                                            | Wengen      | Kitzbühel           | Lenzerheide |            |           | 3     |
| 2014-2015         | Kranjska Gora                              |             | Kitzbühel           |             |            |           | 2     |
| 2015-2016         | Naeba Hinterstoder (× 2) Kranjska Gora     |             | Kitzbühel Chamonix  |             |            |           | 6     |
| 2016-2017         | Sölden Val-d'Isère Adelboden               |             | Santa Caterina      |             |            |           | 4     |
| 2017-2018         | Val-d'Isère                                |             | Bormio              |             |            |           | 2     |
| 2018-2019         | Soldeu                                     |             | Bansko              |             |            |           | 2     |
| 2019-2020         | Sölden Garmisch-Partenkirchen Hinterstoder | Val-d'Isère | Bormio Hinterstoder |             |            |           | 6     |
| 2020-2021         | Alta Badia Adelboden (x 2) Lenzerheide     |             |                     |             |            | Zürs      | 5     |
| Total             | 18                                         | 3           | 10                  | 1           | 1          | 1         | 34    |

### Championnats du monde junior

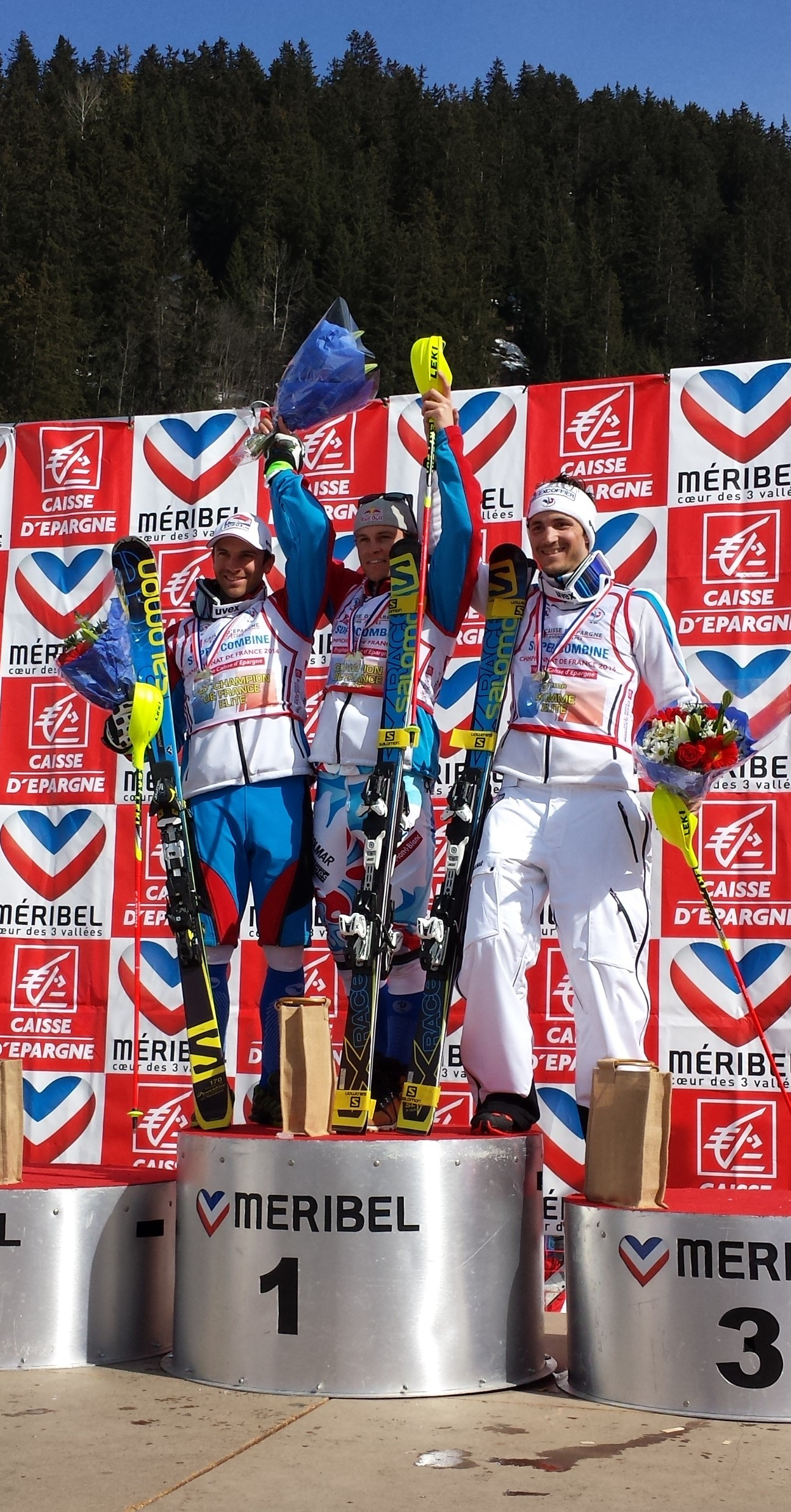
Podium du championnat de France de Super Combiné 2014 à Méribel : Alexis Pinturault au centre, entouré de Thomas Mermillod-Blondin et Steve Missillier (de gauche à droite)

| Épreuve / Édition                           | Descente | Super G | Slalom géant | Slalom  | Combiné |
| Mondiaux junior 2008 Formigal               | 45e      | 27e     | 25e          | 40e     | 13e     |
| Mondiaux junior 2009 Garmisch-Partenkirchen | 18e      | 13e     | Or           | abandon | —       |
| Mondiaux junior 2010 Megève                 | 35e      | 5e      | 41e          | abandon | —       |
| Mondiaux junior 2011 Crans-Montana          | —        | —       | Or           | abandon | —       |

### Coupe d'Europe
- Vainqueur du classement général en 2011.
- Vainqueur du classement du slalom géant en 2011.
- 5 victoires (3 en slalom géant et 2 en slalom).

### Championnats de France

#### Elite
Alexis Pinturault a remporté 9 titres de champion de France dans 3 des 5 spécialités: 
- Slalom géant : champion de France en 2010, 2012, 2016 et 2019[143]
- Slalom : champion de France en 2011, 2013 et 2016.
- Super combiné : champion de France en 2009 et 2014.

#### Jeunes
5 titres de Champion de France

## Décorations
- Chevalier de l'Ordre national du Mérite en 2014[144]